# 吡啶氢溴酸盐
吡啶氢溴酸盐是一种化合物，化学式为C5H6BrN。它可由吡啶和氢溴酸反应得到。它和溴化亚砜反应，得到C6H6N+Br3−，并放出SO2。它和溴化亚铜反应，得到(C6H6N)3[Cu3Br6]。它可用作7-氨基去乙酰氧基头孢烷酸（7-ADCA）合成中的催化剂。